# Jorge Liberato Urosa Savino
Jorge Liberato Urosa Savino (Caracas, 28 agosto 1942 – Caracas, 23 settembre 2021) è stato un cardinale e arcivescovo cattolico venezuelano.

## Biografia
Jorge Liberato Urosa Savino è nato il 28 agosto 1942 a Caracas, distretto capitale ed omonima arcidiocesi, sulla costa centro-settentrionale della Repubblica Bolivariana del Venezuela; era figlio di Luis Manuel Urosa Joud e Ligia Savino del Castillo de Urosa.

### Formazione e ministero sacerdotale
Nel 1948 ha cominciato la formazione primaria al Colegio "De La Salle" a Tienda Honda, nei pressi della capitale, e qui ha compiuto anche quelli secondari conseguendo il diploma all'età di diciassette anni; sentendo maturare la vocazione al sacerdozio, nel 1959 ha iniziato il triennio di studi in filosofia al seminario interdiocesano di Caracas. Nel 1962 si è poi trasferito a Toronto, in Canada, dove ha frequentato il St. Augustine's Seminary per continuare il triennio in teologia. Poco dopo, nel 1965 è stato mandato a Roma, in Italia, come alunno del Pontificio Collegio Pio Latino-Americano e per proseguire la formazione alla Pontificia Università Gregoriana, dove ha ottenuto la laurea in teologia dopo due anni.
Rientrato brevemente in patria, ha ricevuto l'ordinazione sacerdotale il 15 agosto 1967, nella città nativa, per imposizione delle mani del cardinale José Humberto Quintero Parra, arcivescovo metropolita di Caracas; si è incardinato, pochi giorni prima di compiere venticinque anni, come presbitero della medesima arcidiocesi. È tornato poi a Roma, dove ha completato il dottorato in teologia quattro anni dopo.
Nel 1971 ha cominciato il percorso accademico come vicerettore del seminario San José di El Hatillo, iniziando al contempo ad insegnare antropologia filosofica al seminario interdiocesano, lo stesso dove aveva studiato, e teologia dogmatica al seminario Santa Rosa de Lima, entrambe nella capitale; il medesimo anno ha anche fondato il Centro di evangelizzazione e vicariato religioso Santísimo Trinidad, Casa de tabla a Petare, uno dei sobborghi più poveri della capitale, che ha gestito fino alla promozione all'episcopato. Dopo tre anni, nel 1974 è stato promosso rettore del seminario di El Hatillo, continuando anche l'incarico di professore, divenendo anche presidente dell'Organizzazione dei seminari venezuelani (OSVEN) fino al 1977.
È poi stato nominato nel 1976 rettore del seminario interdiocesano e professore di teologia dogmatica anche al Centro di studi religiosi di Caracas, dove è rimasto fino al 1978 e poi di nuovo dal 1980 al 1981, nonché vicepresidente dell'Organizzazione dei seminari latinoamericani per sei anni. A livello arcidiocesano è stato anche membro del Consiglio presbiterale a partire dal 1973 e del Consiglio di amministrazione dal 1976 all'elevazione episcopale.

### Ministero episcopale e cardinalato

#### Vescovo ausiliare di Caracas
Il 3 luglio 1982 Giovanni Paolo II lo ha nominato vescovo ausiliare di Caracas assegnandogli contestualmente la sede titolare di Vegesela di Bizacena; non ancora quarantenne, è divenuto uno dei vescovi più giovani del Venezuela e del mondo. Ha ricevuto la consacrazione episcopale il 22 settembre seguente, nella cattedrale di Nostra Signora del Venezuela e di Sant'Anna a Caracas, per imposizione delle mani di José Alí Lebrún Moratinos, arcivescovo metropolita di Caracas e futuro cardinale, assistito dai co-consacranti monsignori Domingo Roa Pérez, arcivescovo metropolita di Maracaibo, e Miguel Antonio Salas Salas, C.I.M., arcivescovo metropolita di Mérida. Come suo motto episcopale ha scelto Pro mundi vita, che tradotto vuol dire "Per la vita del mondo".
Come vescovo ausiliare ha ricoperto diversi incarichi: dal 18 giugno 1982 vicario generale della zona centrale dell'arcidiocesi; da marzo 1984 vicepostulatore della causa di beatificazione del medico José Gregorio Hernández e dal 2 giugno dello stesso anno decano della cattedrale. Inoltre ha continuato ad essere membro del Consiglio presbiterale e nel 1987 la Conferenza episcopale venezuelana lo ha eletto come delegato per prendere parte all'VII assemblea generale ordinaria del Sinodo dei vescovi, svoltasi nella Città del Vaticano dal 1º al 30 ottobre successivi, con tema La vocazione e la missione dei laici nella Chiesa e nel mondo.

#### Arcivescovo metropolita di Valencia in Venezuela
Il 16 marzo 1990 papa Giovanni Paolo II lo ha promosso, quarantasettenne, arcivescovo metropolita di Valencia in Venezuela; è succeduto al settantaseienne Luis Eduardo Henríquez Jiménez, contestualmente dimissionario per motivi d'età dopo diciotto anni di governo pastorale. Ha preso possesso dell'arcidiocesi durante una celebrazione svoltasi nella cattedrale di Nostra Signora del Soccorso a Valencia il 5 maggio seguente. Il 29 giugno dello stesso anno, giorno della solennità dei Santi Pietro e Paolo, si è recato nella basilica di San Pietro in Vaticano, dove il papa gli ha imposto il pallio, simbolo di comunione tra il metropolita e la Santa Sede.
In seno all'episcopato del Venezuela, nel 1996 è stato eletto presidente della Commissione episcopale della pastorale sociale; nel 1999 è stato eletto per un secondo mandato ed è divenuto membro della Commissione per il seguito del processo costituente, terminando il proprio mandato nel 2002. La stessa assemblea lo ha eletto anche per prendere parte alla I assemblea speciale per l'America del Sinodo dei vescovi, svoltasi dal 12 novembre al 12 dicembre 1997, con tema Incontro con Gesù Cristo vivo: il cammino per la conversione, la comunione e la solidarietà in America. Inoltre nel gennaio 2003 è stato eletto secondo vicepresidente della Conferenza episcopale venezuelana, venendo confermato fino al gennaio 2009.
Il 3 giugno 2002 si è recato in Vaticano, assieme agli altri membri dell'episcopato venezuelano, per la visita ad limina apostolorum, allo scopo di discutere con il pontefice della situazione e dei problemi relativi alla sua arcidiocesi.
Durante il suo episcopato ha promosso l'istituzione della nuova sede del seminario maggiore Nuestra Señora del Socorro nella Valle de San Diego, erigendo 10 nuove parrocchie, 70 chiese e cappelle e 20 case parrocchiali; inoltre ha ordinato ben 47 nuovi sacerdoti ed ha promosso l'erezione della diocesi di Puerto Cabello.

#### Arcivescovo metropolita di Caracas
Il 19 settembre 2005 papa Benedetto XVI lo ha trasferito, sessantatreenne, come arcivescovo metropolita di Caracas; è succeduto al cardinale Antonio Ignacio Velasco García, deceduto il 6 luglio 2003. Ha preso possesso dell'arcidiocesi durante una cerimonia svoltasi nella cattedrale di Nostra Signora del Venezuela e di Sant'Anna a Caracas il 5 novembre successivo.
Il 22 febbraio 2006, al termine dell'udienza generale, papa Benedetto XVI ha annunciato la sua creazione a cardinale nel concistoro del 24 marzo seguente, il primo del suo pontificato; è stato il quinto venezuelano ed il quarto arcivescovo di Caracas consecutivo a ricevere la porpora cardinalizia nella storia della Chiesa.
Durante la cerimonia, svoltasi sul sagrato della basilica di San Pietro in Vaticano, gli sono stati conferiti la berretta e il titolo presbiterale di Santa Maria ai Monti, vacante dal 21 giugno 2005, giorno della morte del cardinale filippino Jaime Lachica Sin, arcivescovo emerito di Manila. Tre giorni dopo è stato ricevuto in udienza assieme agli altri neo cardinali, mentre il 6 maggio è stato nominato membro del Pontificio consiglio della giustizia e della pace e della Pontificia commissione per l'America Latina.
Poco dopo è tornato di nuovo a Roma, dove il 23 giugno è stato ricevuto in udienza privata dal papa, che il 29 giugno gli ha imposto nuovamente il pallio, ed ha preso possesso della sua chiesa titolare durante una cerimonia svoltasi il 2 luglio.
Il 23 aprile 2007 si è recato in udienza dal pontefice con la presidenza dei vescovi del Venezuela e poi ha preso parte alla V conferenza episcopale latinoamericana, svoltasi nella città brasiliana di Aparecida dal 13 al 31 maggio successivi, con tema Discepoli e missionari di Gesù Cristo in modo che i nostri popoli possono trovare il Lui la vita.
Il 7 aprile 2008, assieme ai vertici dell'episcopato venezuelano, è stato nuovamente ricevuto dal papa, che il 6 maggio successivo lo ha nominato membro della Congregazione per il clero.
Il 17 gennaio 2009 è stato nominato membro del Pontificio consiglio della cultura ed il 9 maggio è divenuto anche membro del Consiglio di cardinali per lo studio dei problemi organizzativi ed economici della Santa Sede, mentre l'8 giugno ha compiuto nuovamente la visita ad limina.
Il 7 ottobre 2010 e poi di nuovo il 31 ottobre 2011 si è recato in Vaticano per l'udienza con i vertici dell'episcopato venezuelano.
Dopo la rinuncia di papa Benedetto XVI, ha preso parte al conclave del 2013, che si è concluso il 13 marzo con l'elezione al soglio pontificio di papa Francesco. Il 5 ottobre il nuovo pontefice lo ha nominato suo inviato speciale alle celebrazioni di chiusura del I centenario dell'istituzione della Provincia ecclesiastica di Managua, in Nicaragua, che si è svolta il 2 dicembre dello stesso anno, ma non ha potuto presenziare per malattia ed è stato sostituito dal cardinale dominicano Nicolás de Jesús López Rodríguez, arcivescovo metropolita di Santo Domingo.
Nel 2014 è stato confermato membro dei seguenti dicasteri: il 15 gennaio della Pontificia commissione per l'America Latina, il 29 marzo del Pontificio consiglio della cultura ed il 9 giugno della Congregazione per il clero. Inoltre il 29 aprile si è recato in Vaticano per un'udienza privata dal papa.
Nel 2015 la Conferenza episcopale venezuelana lo ha eletto per prendere parte alla XIV assemblea generale ordinaria del Sinodo dei vescovi, svoltasi dal 4 al 25 ottobre dello stesso anno, con tema La vocazione e la missione della famiglia nella Chiesa e nel mondo contemporaneo; il 1º ottobre si è recato anche dal papa per un'udienza privata.
Nel 2017 è stato in Vaticano per due udienze, la prima l'8 giugno e la seconda il 29 settembre.
Il 9 luglio 2018 papa Francesco ha accettato la sua rinuncia dal governo pastorale dell'arcidiocesi di Caracas per raggiunti limiti d'età, ai sensi del can. 401 § 1 del Codice di diritto canonico, divenendone arcivescovo emerito all'età di settantacinque anni e dopo dodici di governo pastorale; contestualmente è stato nominato amministratore apostolico sede vacante et ad nutum Sanctae Sedis il cardinale Baltazar Enrique Porras Cardozo, arcivescovo metropolita di Mérida. L'11 settembre è stato di nuovo in visita ad limina.
Oltre al nativo spagnolo, parlava correntemente inglese, italiano, francese e latino.
È deceduto il 23 settembre 2021, all'età di settantanove anni, presso il policlinico di Caracas, dove era ricoverato in terapia intensiva dalla fine di agosto, per complicazioni causate dal COVID-19. In seguito ai funerali celebrati il giorno successivo dal cardinale Baltazar Enrique Porras Cardozo, è stato sepolto come i suoi predecessori all'interno della cattedrale metropolitana di Sant'Anna.

## Posizioni e controversie

### Impegno politico
Nell'aprile 2002 ha pubblicato un articolo che giustificava il colpo di Stato del 12 aprile 2002.
È stato considerato uno dei critici più attivi del presidente venezuelano Hugo Chávez, di cui rimproverava massicciamente il cammino verso la "rivoluzione bolivariana", come il ritiro della licenza di trasmissione per l'emittente privata Radio Caracas TV. Ha anche protestato contro il divieto imposto dal governo sugli alcolici durante la Settimana Santa, poiché "non c'è niente di male nel bere un bicchiere di vino a cena in un ristorante", nonché contro il paragone fatto da Chávez in occasione della visita del papa in Brasile: dopo che ha paragonato la cristianizzazione dell'America Latina all'Olocausto, l'arcivescovo Urosa Savino ha chiesto al presidente di concentrarsi sui problemi quotidiani come la povertà e l'educazione piuttosto che indagare su eventi ormai lontani. Questa aperta critica al capo di Stato venezuelano, che ha accusato la chiesa di cospirazione, lo ha reso popolare in tutto il paese. Il cardinale ha attirato l'attenzione con dure critiche al metodo di governo di Chávez, così ha confermato le sue accuse contro il presidente in un'udienza davanti al parlamento, accusando il suo governo di battersi per una dittatura comunista ed aver ripetutamente violato la costituzione.

### Chiesa cattolica riformata
Il cardinale Urosa ha respinto la creazione della Chiesa cattolica riformata (anglicani) in Venezuela, i cui rappresentanti sono stati introdotti nel luglio 2008, in linea con il socialismo bolivariano del presidente Hugo Chávez, descrivendoli come un'associazione irregolare.

### Santa Messa e politici
Il cardinale Urosa Savino e i suoi vescovi ausiliari hanno messo in guardia contro l'uso della messa per scopi politici ed hanno dichiarato che la messa in cui è stato benedetto il presidente eletto del Paraguay, l'ex vescovo Fernando Lugo, non è stata autorizzata dalla diocesi.

## Genealogia episcopale e successione apostolica
La genealogia episcopale è:
- Cardinale Scipione Rebiba
- Cardinale Giulio Antonio Santori
- Cardinale Girolamo Bernerio, O.P.
- Arcivescovo Galeazzo Sanvitale
- Cardinale Ludovico Ludovisi
- Cardinale Luigi Caetani
- Cardinale Ulderico Carpegna
- Cardinale Paluzzo Paluzzi Altieri degli Albertoni
- Papa Benedetto XIII
- Papa Benedetto XIV
- Papa Clemente XIII
- Cardinale Marcantonio Colonna
- Cardinale Giacinto Sigismondo Gerdil, B.
- Cardinale Giulio Maria della Somaglia
- Cardinale Carlo Odescalchi, S.I.
- Cardinale Costantino Patrizi Naro
- Cardinale Lucido Maria Parocchi
- Papa Pio X
- Papa Benedetto XV
- Papa Pio XII
- Cardinale Eugène Tisserant
- Arcivescovo Raffaele Forni
- Cardinale José Alí Lebrún Moratinos
- Cardinale Jorge Liberato Urosa Savino

La successione apostolica è:
- Arcivescovo Reinaldo del Prette Lissot (1994)
- Vescovo José Sótero Valero Ruz (1998)
- Vescovo Luis Armando Tineo Rivera (2007)
- Vescovo Jesús González de Zárate Salas (2008)
- Vescovo Fernando José Castro Aguayo (2009)
- Vescovo Tulio Luis Ramírez Padilla (2012)
- Vescovo José Trinidad Fernández Angulo (2014)
- Vescovo Benito Adán Méndez Bracamonte (2015)
- Vescovo Enrique José Parravano Marino, S.D.B. (2016)